# Хуан Лопес Фонтана
Хуан Лопес Фонтана (ісп. Juan López Fontana; 15 березня 1908, Монтевідео, Уругвай — 4 жовтня 1983, там же) — уругвайський футбольний тренер.
Чемпіон світу, дворазовий чемпіон Уругваю.

## Кар'єра тренера
Розпочав тренерську кар'єру 1946 року, очоливши тренерський штаб збірної Уругваю, яку тренував до 1955 року з невеликою перервою 1949 року. Привів національну команду до перемоги на першому повоєнному чемпіонаті світу 1950 року. За чотири роки керував національною командою на чемпіонаті світу 1954, на якому діючі на той час чемпіони світу задовільнилися четвертим місцем.
Паралельно протягом 1952—1955 років очолював тренерський штаб клубу «Пеньяроль». За цей часу двічі став чемпіоном Уругваю.
1957 року прийняв пропозицію повернутись до збірної Уругваю. Залишив збірну Уругваю 1959 року.
Останнім місцем тренерської роботи була збірна Еквадору, головним тренером команди якої Фонтана був з 1959 по 1960 рік.

## Досягнення

### Як тренера
- Чемпіон світу:

Уругвай: 1950
- Чемпіон Уругваю:

«Пеньяроль»: 1953, 1954
- Бронзовий призер Чемпіонату Південної Америки: 1947, 1957